# Camoël
Camoël (Kamoel trong tiếng Bretagne) là một xã ở tỉnh Morbihan trong vùng Bretagne tây bắc Pháp. Xã này có diện tích 14,33 km², dân số năm 1999 là 655 người. Khu vực này có độ cao từ 0-44 mét trên mực nước biển.
Cư dân của Camoël danh xưng trong tiếng Pháp là Camoëlais.